# Jalangtuš Bahadur
Jalangtuš Bahadur (in russo Ялангтуш Бахадур?; Nurota, 15 settembre 1576 – Samarcanda, 1656) è stato un condottiero uzbeko, soldato, abile politico, esponente della grande eredità feudale, governatore di Samarcanda, nell'allora Khanato di Bukhara. Jalangtuš Bahadur viene anche soprannominato "L'Eroe dal Grande Cuore" o "L'Impavido". È considerato il Padre Fondatore dell'Uzbekistan Moderno, ma anche figura di spicco in Kazakistan dove è conosciuto come Žalantos Bahadur.